# Juan José Pérez Hernández
Juan José Pérez Hernández, según algunos nacido como Joan Perés (Palma de Mallorca, ca. 1725-algún lugar en el Pacífico frente a las costas de California, 3 de noviembre de 1775), fue un oficial naval español recordado por haber participado en varias expediciones de exploración de la costa del océano Pacífico de Norteamérica, las más al norte realizadas hasta esa fecha.

## Biografía
Apenas se sabe nada de la vida de Juan José Pérez Hernández. Fue piloto del galeón de Manila en la ruta de América a Filipinas y en 1768 fue trasladado al puerto de San Blas, en la costa del actual estado mexicano de Nayarit. Ascendido a alférez de fragata, se le encomendó la misión de explorar la Alta California. Partió en 1769 y desde el cabo San Lucas llegó hasta San Diego.

### Expedición a la costa del Pacífico Noroeste (1774)
A principios de 1774, el entonces virrey de la Nueva España, Antonio María Bucareli y Ursúa, ordenó explorar la costa del Pacífico Noroeste con el objetivo de llegar a los 60° de latitud norte (cerca de la latitud de la actual ciudad alasqueña de Córdova) para descubrir posibles asentamientos de comerciantes rusos de pieles y volver a reafirmar la posición española a lo largo de dicha costa. Los rumores sobre esos comerciantes de pieles rusos fueron la causa de que los españoles enviasen la fragata Santiago (San Blas, 1773, alias Nueva Galicia) al norte bajo el mando de Juan José Pérez Hernández, con una tripulación formada por 86 hombres, la mayoría novohispanos. A Pérez se le dieron instrucciones explícitas para que tratase a todos los nativos con respeto, y para establecer relaciones amistosas con cualquier nativo encontrado. Pérez iba acompañado por fray Joan Crespí Fiol y el padre Tomás de la Peña Saravia.
El Santiago zarpó de la base naval de San Blas (en el actual estado de Nayarit, en México) el 24 de enero de 1774 y tras pasar por la isla de Nutca (en los 49,6°N, una pequeña isla costera de la costa occidental de la gran isla de Vancouver) en julio llegó a los 54°40'N, justo al lado de la punta noroeste de la isla de Lángara, una pequeña isla costera situada en el extremo septentrional de las islas de la Reina Carlota. Allí entablaron contacto con un grupo de nativos haida, pero no desembarcaron. Debido a la falta de provisiones y a la mala salud de su tripulación, Pérez puso rumbo al sur en este punto a pesar de las órdenes del virrey de alcanzar los 60°N. Estaba de regreso en el Estrecho de Nutca el 7 de agosto de 1774, y realizó frecuentes contactos con los nativos tlingit, incluyendo el primer comercio de mercancías. Una vez más, no bajaron a tierra, esta vez debido al mal tiempo que casi vara el buque. Pérez siguió a Monterrey, adonde llegó el 28 de agosto de 1774. Después de una breve estancia, continuó hacia el sur y llegó a San Blas el 5 de noviembre, completando así su expedición, tras más de nueve meses de viaje.
Pérez dio nombre a varios accidentes geográficos destacados, entre ellos llamó Cerro Nevado de Santa Rosalía al actual monte Olympus en el estado de Washington.

### Expedición de Heceta (1775)
Al año siguiente se volvió a organizar una segunda expedición, esta vez al mando de Bruno de Heceta y Juan Francisco de la Bodega y Cuadra, en la que Pérez Hernández también participó como piloto del barco de Heceta, otra vez el Santiago. 
Pérez Hernández falleció de escorbuto en la travesía de regreso el 3 de noviembre de 1775, en algún lugar en alta mar entre Monterrey y San Blas. Se le hizo un honroso sepelio y su cuerpo fue lanzado al mar, con una misa, una salva de disparos y un cañonazo final. Fue considerado un verdadero héroe, después de haber dirigido las expediciones europeas por tierras desconocidas.

## Reconocimientos
En su honor ha sido bautizado el estrecho de Juan Pérez, uno de los muchos entrantes de la costa oriental de la isla Moresby (archipiélago de las islas de la Reina Carlota).